# Hannah Green
Hannah Green, née le 20 décembre 1996 à Perth, est une golfeuse professionnelle australienne évoluant sur le LPGA Tour. Au cours de sa carrière, elle a notamment remporté un tournoi majeur : l'Open américain en 2019.